# Alcide Paolini
Alcide Paolini (Udine, 18 aprile 1928 – Milano, 10 novembre 2016) è stato uno scrittore, poeta e critico letterario italiano.

## Biografia
Alcide Paolini esordì nel 1952 con la raccolta di poesia Cadono i venti. Nel 1958 fu fondatore di La situazione, pubblicazione culturale che diresse in prima persona. Negli anni Sessanta si trasferì a Milano ove rimase fino alla morte. Giornalista pubblicista, collaborò con varie testate, tra cui i periodici La Fiera Letteraria e Paragone, i quotidiani Il Giorno e Corriere della Sera. Nel 1967 debuttò nella narrativa con il romanzo Controveglia. Nel 1983 fu finalista al Premio Campiello con L'eterna finzione.
Il suo romanzo più famoso fu Paura di Anna del 1976, Premio Nazionale Rhegium Julii 1977 per la narrativa mentre La donna del nemico segnò un ritorno alle origini friulane cui era molto legato.
Come direttore editoriale della casa editrice Mondadori pubblicò opere dei conterranei Carlo Sgorlon e Gina Marpillero.

## Opere

### Curatele
- Fulvio Tomizza, La casa col mandorlo, Milano, Mondadori, 2000

### Narrativa
- Controveglia, Milano, Mondadori, 1967
- Verbale d'amore, Milano, Mondadori, 1969
- Lezione di tiro, Milano, Mondadori, 1971
- La gatta, Milano, Mondadori, 1974
- Paura di Anna, Milano, Mondadori, 1976
- Pablo e il cane Dick-Dick, Teramo, Lisciani & Zampetti, 1978
- La formula magica, Torino, Stampatori, 1979
- La bellezza, Milano, Mondadori, 1979
- Il paese abbandonato, Firenze, Salani, 1980
- L'eterna finzione, Milano, Bompiani, 1983
- La donna del nemico, Milano, Bompiani, 1985
- Una strana signora, Milano, Bompiani, 1993
- Il paese del cuore, Tricesimo, Vattori, 1994

### Poesia
- Cadono i venti, Siena, Maia, 1952
- Disgelo, Padova, Rebellato, 1958

### Saggi
- La mistificazione, Milano, Sugar, 1961 (con Carlo Della Corte)